# 哈滕峰
72°34′S 4°10′W / 72.567°S 4.167°W
哈滕峰（英語：Hatten Peak）是南極洲的山峰，位於東部南極洲的毛德皇后地，屬於博格地塊的一部分，處於韋滕山西北面11公里，由挪威的製圖師根據測量和空中照片繪入地圖。